# Gorup
Gorup je priimek več znanih Slovencev:
- Alojz Gorup (1900—1977), član organizacije TIGR in aktivist NOB
- Drago Gorup (1931—2009), igralec, gledališčnik, kulturni delavec v zamejstvu
- Josip Gorup (1834—1912), poslovnež, mecen in politik
- Josip Marija Gorup (1898—1926), slikar
- Ksenija Hribar (r. Gorup) (1905—1944), pilotka, žena Rada Hribarja
- Kornelij Gorup (1868—1952), gospodarstvenik
- Stojan Gorup, fotograf
- Urbana Gorup (1890—1968), redovnica
- Žarko Gorup, elektrotehnik